# Liliana Nelska
Liliana Nelska (* 31. Oktober 1946 in Budapest, Ungarn als Maria Liliana Niesielska) ist eine österreichische Schauspielerin und Dolmetscherin polnischer Herkunft.

## Leben
Liliana Nelska ist im Alter von zehn Jahren nach Wien übersiedelt. Die Matura schloss sie am Akademischen Gymnasium ab und machte eine Schauspielausbildung am Max-Reinhardt-Seminar. Weiters studierte sie Dolmetscher an der Universität Wien und der Universität Rom.
Bekannt wurde sie durch die 1975 bis 1979 produzierte österreichische Erfolgsserie Ein echter Wiener geht nicht unter, in der sie Irma spielte, die spätere Schwiegertochter von Mundl (gespielt von Karl Merkatz).
In Folge stand sie auch in mehreren Episoden der österreichischen Fernsehserie Ringstraßenpalais (1980), Regie Rudolf Nussgruber, in der Rolle der Rosa Stein (verehelichte Rosa Baumann) vor der Kamera.
Sie ist derzeit als Dolmetscherin für die Sprachen Polnisch, Ungarisch, Italienisch und Englisch tätig.

## Filmografie (Auswahl)
- 1971: Trotta
- 1975: Totstellen – Der Sohn eines Landarbeiters wird Bauarbeiter und baut sich ein Haus
- 1975–1979: Ein echter Wiener geht nicht unter
- 1976: Jakob der Letzte (Fernsehfilm, nach dem Roman von Peter Rosegger)
- 1976: Tatort: Wohnheim Westendstraße
- 1977: Kottan ermittelt
- 1977: Der Bauer und der Millionär
- 1981: Den Tüchtigen gehört die Welt
- 1983: Der stille Ozean
- 1986: Tatort: Das Archiv
- 1998: Suzie Washington
- 2001: Die Klavierspielerin
- 2001: Die Männer Ihrer Majestät
- 2008: Echte Wiener – Die Sackbauer Saga
- 2010: Echte Wiener 2 – Die Deppat’n und die Gspritzt’n